# Cimanes del Tejar
Cimanes del Tejar es un municipio y lugar español de la provincia de León, en la comunidad autónoma de Castilla y León. Situado aproximadamente en el centro de la provincia y a unos 26 km al oeste de la capital. Cuenta con una población de 738 habitantes (INE 2024).

## Localidades del municipio
- Alcoba de la Ribera
- Azadón
- Cimanes del Tejar
- Secarejo
- Velilla de la Reina
- Villarroquel

## Demografía

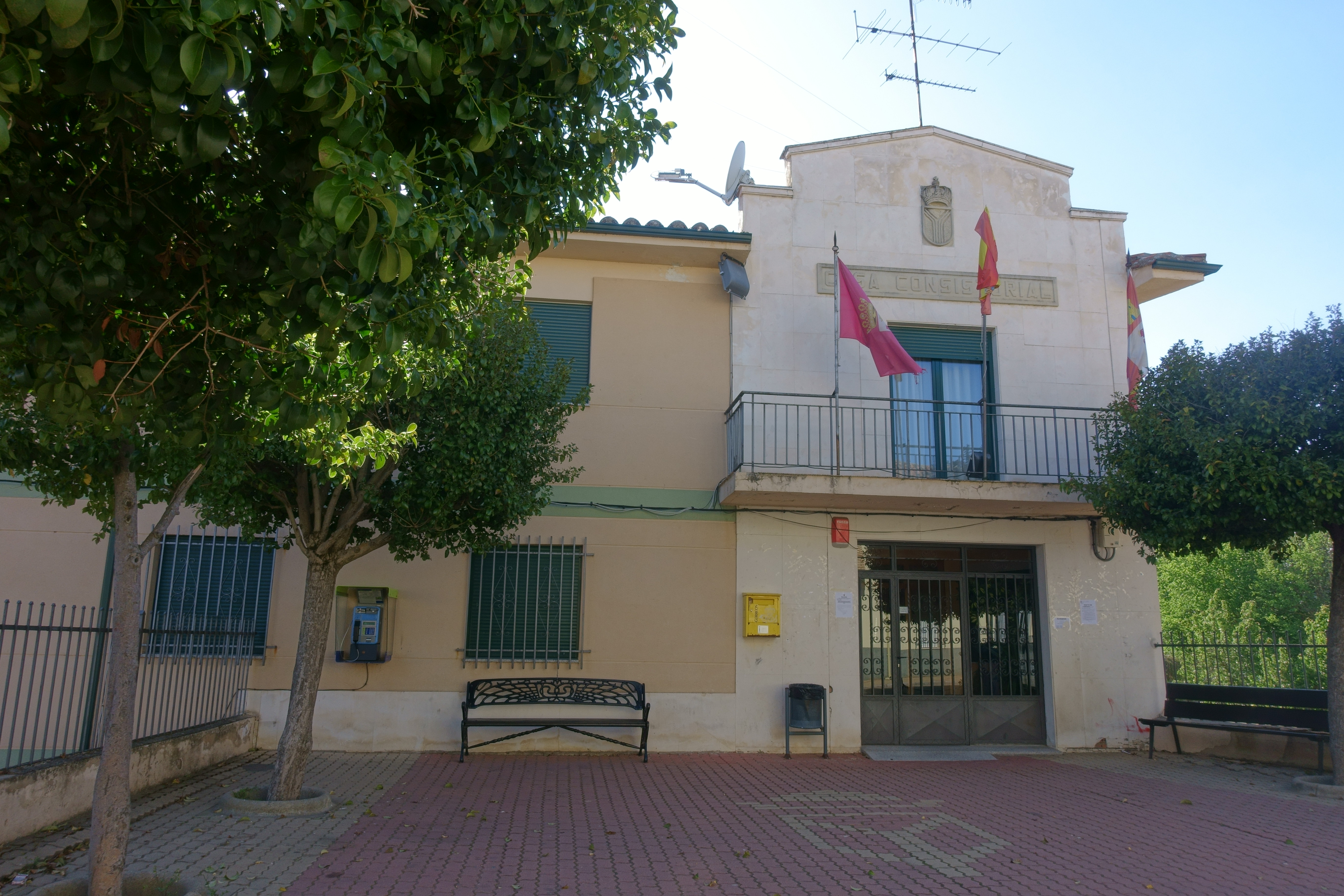
Casa consistorial

Cuenta con una población de 738 habitantes (INE 2024).
| Gráfica de evolución demográfica de Cimanes del Tejar entre 1857 y 2021 |
| |
| Población de derecho según los censos de población del INE Población de hecho según los censos de población del INE Entre el censo de 1857 y el anterior aparece este municipio porque se segrega de Gradefes |

## Fiestas
- Cimanes del Tejar: Santo Tirso, el 28 de enero, y San Bartolomé, el 24 de agosto.